# Andriej Matwiejew
Andriej Artamonowicz Matwiejew (ros: Андрей Артамонович Матвеев) (1666–1728) – rosyjski dyplomata.

## Życiorys
Andriej Matwiejew był synem Artamona Sergiejewicza Matwiejewa (1625–1682) polityka cenionego przez Piotra Wielkiego, który zatrudnił jego syna w dyplomacji. Andriej Matwiejew był ambasadorem nadzwyczajnym w Hadze (1699–1712), a potem w Wiedniu (1712–1715). Z rąk cesarza otrzymał w 1715 roku tytuł hrabiego Rzeszy.
W 1705 roku miał przejść na placówkę paryską, jednak pilniejsze było nawiązanie kontaktu z Anglią. W tym roku Matwiejew zamieszkał w Londynie. Zadaniem Matwiejewa było poproszenie królowej Anny o mediację między Szwecją a Rosją. W 1708 roku został zatrzymany w Londynie za długi (na żądanie londyńskich wierzycieli). Anna Stuart kazał go uwolnić, niesmak sprawy ciągnął się jednak jeszcze przez 2 lata (królowej nie udało się ukarać policjantów, ponieważ sąd nie znalazł ku temu podstaw w prawie angielskim), aż Charles Whitworth, 1. baron Whitworth, ambasador brytyjski w Rosji załagodził sprawy w 1710 roku.
Gdy Krzysztof Antoni Szembek był polskim posłem do Wiednia (spędził tam półtora roku 1713–1714) w celu zażegnania wojny z Turcją, Matwiejew i poseł saski August Christoph von Wackerbarth pomagali mu w załatwieniu tej sprawy.